# Herbert Brün

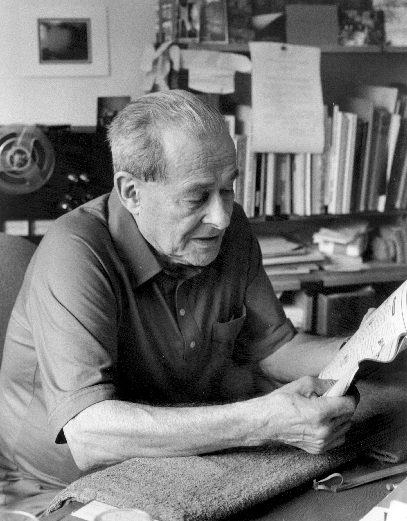
Herbert Brün (1995)

Herbert Brün (* 9. Juli 1918 in Berlin; † 6. November 2000 in Urbana (Illinois)) war ein deutsch-amerikanischer Musiktheoretiker und Komponist, der einen wesentlichen Beitrag zur Theorie der Synthese von Musik lieferte.

## Leben
Brün wuchs in Berlin auf und lernte dort durch seine Eltern Walter Levin kennen, den späteren Primarius des LaSalle Streichquartetts, mit dem er zeitlebens eng befreundet war. 1936 emigrierte er zunächst nach Palästina, wo er am Jerusalemer Konservatorium Klavier und Komposition studierte. 1948 bis 1950 vervollständigte er seine Studien in den Vereinigten Staaten. Einer Einladung von Lejaren Hiller folgend, übernahm er schließlich 1962 einen Lehrstuhl an der University of Illinois at Urbana-Champaign und leitete fortan das dortige Studio für Elektronische Musik.
Er beschäftigte sich intensiv mit der in den vierziger und fünfziger Jahren aufkommenden Systemtheorie und der damit einhergehenden Entwicklung erster leistungsfähiger Computer. Daneben versuchte er, die Musik zu kategorisieren und deren Elemente unter der Voraussetzung einer harmonischen Idee zu charakterisieren und zu zerlegen. Einer seiner häufig betrachteten Komponisten war Gustav Mahler. Die systemtheoretischen Grundgedanken versuchte er in der Musik umzusetzen und trug zum theoretischen Ansatz der Verknüpfung von Musik und Information bei. Es war sein Anliegen, das Wesen der Musik und deren Wirkung auf die Befindlichkeit von Menschen nicht nur auf Grundlage der medizinischen Psychologie zu untersuchen. Aufgrund dieser Bestandteile war er einer der Pioniere der Synthese von elektronischer Musik und lieferte damit auch einen wesentlichen Beitrag zur Theorie der Musik.
Die Möglichkeit und Idee dazu schöpfte er aus den in dieser Zeit aufkommenden leistungsfähigeren Computern und deren Bedeutung für die Information und damit auch der Musik. Er schrieb und arbeitete an dem Verhältnis der Musik zu Computern und gilt daher als ein Wegbereiter der Computerkunst, welche als Bestandteil der bildenden Kunst zu verstehen ist. Die Idee mathematischer Synthese von geometrischen Objekten mittels Entwicklungssätzen am Ausgabebildschirm des Computers hat ihn viele derartige Bilder schaffen lassen.
Um 1960 produzierte er mehrere Rundfunksendungen, die einzigartige wissenschaftliche Dokumente zu seinem Schaffen darstellen.
2001 wurde er postum mit dem SEAMUS Lifetime Achievement Award ausgezeichnet.

## Werke (Auswahl)
- Five Pieces für Klavier op. 1 (1940–45)
- Sonatina für Viola solo op. 12 (1950)
- String Quartet No. 2 (1957)
- Anepigraphe (1958) (Tonband)
- Klänge unterwegs (1962) (Tonband)
- Trio (1964)
- Futility 1964 (Tonband)
- Sonoriferous Loops (1964) (Kammerensemble und Tonband)
- Infraudibles (1968/1984) (Kammerensemble und Tonband)
- Piece of Prose (1972) (Tonband)
- Dust (1976) (SAWDUST No. 1) (Tonband)
- More Dust (1977) (SAWDUST No. 2) (Perkussion und Tonband)
- Dustiny (1978) (SAWDUST No. 3) (Tonband)
- A Mere Ripple (1979) (SAWDUST No. 4) (Tonband)
- U-TURN-TO (1980) (SAWDUST No. 5) (Tonband)
- I toLD YOU so! (1981) (SAWDUST No. 6) (Tonband)
- Sentences Now Open Wide (SNOW) (1984)
- on stilts among ducks (1996) (Viola und Tonband)

## Publikationen
- Das Schaffen Gustav Mahlers, achtteiliger Vortrag, Bayerischer Rundfunk 1960.
- Synthetischer Klang und Klangsynthese, achtteiliger Vortrag, Bayerischer Rundfunk 1961.
- Musik und Information, achtteiliger Vortrag, Bayerischer Rundfunk 1961.
- Über Musik und zum Computer, G. Braun Verlag, Karlsruhe 1971.
- When music resists meaning – the major writings of Herbert Brün, Wesleyan University Press, Middletown 2004.